# المجموعة الاستشارية لتهديدات فيروسات الجهاز التنفسي الجديدة والناشئة
مجموعة الاستشارية لتهديدات فيروسات الجهاز التنفسي الجديدة والناشئة ( NERVTAG ) هي هيئة استشارية تقدم المشورة للمستشار الطبي الرئيسي لحكومة المملكة المتحدة/كبير المسؤولين الطبيين في إنجلترا، والذي بدوره يقدم المشورة لوزارة الصحة والرعاية الاجتماعية في المملكة المتحدة والوزراء المعنيين فيما يتعلق بالتهديدات الواردة عن التهابات الجهاز التنفسي الفيروسية.
استبدلت الهيئة اللجنة الاستشارية العلمية البريطانية بشأن جائحة الإنفلونزا (SPI) كجزء من التحرك لتوسيع نطاقها ليشمل تهديد الفيروسات الجهاز التنفسي الأخرى، إلى جانب جائحة الإنفلونزا. انعقد الاجتماع الافتتاحي في 19 ديسمبر 2014 حيث تم الاتفاق على الشروط المرجعية. وتقدم المجموعة المشورة لوزارة الصحة منذ عدة سنوات، وتم نشر في عام 2020 محاضر الاجتماعات بانتظام، والتي ترجع إلى عام 2014. و قدمت مجموعة الاستشارات الخاصة بشأن جائحة كوفيد-19.  و يكون دورها في تقديم العلمي للمخاطر و النصائح للتخفيف من حدة التهديد الذي تشكله الفيروسات التنفسية الجديدة و الناشئة و الخيارات المتاحة لإدارتها.

## التطورات
في يوم 18 ديسمبر 2020، عُقد اجتماع عبر الهاتف حيث تمت مناقشة متغير SARS-Cov-2، المتغير المثير للقلق 202012/01. ذكر ملخص مسجل في محاضر الفريق الاستشاري أن لديهم "ثقة معتدلة" في وجود "زيادة كبيرة في قابلية الانتقال" مع المتحور المثير للقلق 202012/01 مقارنة بالمتغيرات الأخرى. سجل ملخص تم تقديمه إلى فريق المجموعة الاستشارية العلمية لحالات الطوارئ التابعة لحكومة المملكة المتحدة في 21 يناير 2021 "احتمالًا واقعيًا بأن الإصابة بعدوى فيروس VOCB.1.1.7 مرتبطة بزيادة خطر الوفاة مقارنة بالعدوى بفيروسات غير مركبات عضوية متطايرة".

## الأعضاء
اعتبارًا من يوليو 2020، كان أعضاؤها كذلك:
- البروفيسور بيتر هوربي (رئيسًا)، عالم الأوبئة - جامعة أكسفورد
- البروفيسور ويندي باركلي، عالمة فيروسات - إمبريال كوليدج لندن
- البروفيسور روبرت دينجوول، عالم اجتماع - شركة دينجوول إنتربرايزز المحدودة وجامعة نوتنغهام ترينت
- البروفيسور جون إدموندز، عالم أوبئة - كلية لندن للصحة والطب الاستوائي
- الدكتورة كارياد إيفانز، مؤسسة مستشفيات شيفيلد التعليمية التابعة لهيئة الخدمات الصحية الوطنية
- البروفيسور نيل فيرجسون، عالم الأوبئة - مجلس البحوث الطبية، إمبريال كوليدج لندن
- البروفيسور أندرو هايوارد، عالم أوبئة - كلية لندن الجامعية
- الدكتور بنجامين كيلينجلي، استشاري طبي - مؤسسة مستشفيات جامعة لندن كوليدج التابعة لهيئة الخدمات الصحية الوطنية
- البروفيسور وي شين ليم، استشاري طبي - مستشفيات جامعة نوتنغهام التابعة لهيئة الخدمات الصحية الوطنية
- الدكتور جيم ماكمينامين، عالم المناعة - حماية الصحة في اسكتلندا
- البروفيسور بيتر أوبنشو، عالم مناعة - إمبريال كوليدج لندن
- الدكتور جيمس روبين، عالم نفس - كلية كينجز لندن
- البروفيسور كالوم سيمبل، استشاري طب الأطفال، جامعة ليفربول
- الدكتورة كلوي سيلوود (عضو مشارك) - مسؤولة عن الأنفلونزا الوبائية في هيئة الخدمات الصحية الوطنية في إنجلترا
- البروفيسور إيان براون (عضو مشارك) - عالم فيروسات، وكالة صحة الحيوان والنبات

## الروابط الخارجية
- الموقع الرسمي